# Uwiedziony
Uwiedziony (tytuł oryginału: Deception) – film fabularny z 2008 roku.

## Opis fabuły
Film opowiada historię doradcy finansowego Jonathana (McGregor), który na swojej drodze spotyka charyzmatycznego prawnika (Jackman). Dzięki nowemu przyjacielowi bohater trafia do seksklubu oferującego możliwość realizacji najbardziej wyrafinowanych zachcianek i pragnień. Tam Jonathan poznaje kobietę ze swoich snów. Niedługo potem zostaje głównym podejrzanym nie tylko w sprawie zaginięcia kobiety, ale także kradzieży dwudziestu milionów dolarów.

## Obsada
- Ewan McGregor – Jonathan McQuarry
- Hugh Jackman – Wyatt Bose/Jamie Getz
- Michelle Williams – S
- Maggie Q – Tina
- Lisa Gay Hamilton – detektyw Russo
- Natasha Henstridge – Wall Street Analyst
- Charlotte Rampling – Wall Street Belle
- Lynn Cohen – kobieta